# GREEN (TOKIOの曲)
「GREEN」（グリーン）はTOKIOの26作目のシングル。2002年7月10日にユニバーサルミュージックから発売された。

## 概要・解説
ジャケットが異なる初回盤と通常盤の2形態で発売された、2002年の2枚目のCDシングルである。今作では、収録曲3曲がそれぞれがひとつのラブストーリーの一部になっており、3曲を通して聴くことで構成されるひとつのラブストーリーになるような構成となっている。

### 構成
Neighbor -憧憬-
タイトルは歌詞にもあるように「ずっと隣にいたい自分」＝「隣人(Neighbor)」というところからつけられた。
GREEN -誓い-
もともとは、友人の結婚祝いに作られた楽曲であり、"永遠の愛を誓う"唄である。
Southend -追憶-
過ぎ去る恋を回顧し、悔恨の情を唄った「別れ」の唄。

## 収録曲
1. Neighbor
作詞・作曲：Tom Nashville、編曲：Tom Nashville・KAM
  - TBS系「ガチンコ!」“日本一モテない男” テーマソング[3]
2. GREEN
作詞・作曲：HIKARI、編曲：島田昌典
  - TBS系「ガチンコ!」エンディングテーマ[3]
  - JFN系『国分太一 Radio Box』エンディングテーマ
3. Southend
作詞・作曲・編曲：HIKARI
3rdベストアルバム『HEART』にも収録された[5]
4. Neighbor（Backing Track）
5. GREEN（Backing Track）
6. Southend（Backing Track）

## 収録アルバム
- glider（#2）
  - アルバムバージョンを収録[6]
- HEART（#2, 3）